# Carsten Bach
Carsten Bach Riis (9 de dezembro de 1975, em Holstebro) é um político dinamarquês que foi membro do Folketing pela Aliança Liberal de 2015 a 2019.

## Carreira política
Bach foi eleito parlamentar nas eleições legislativas dinamarquesas de 2015, onde recebeu 1.931 votos. Isso foi o suficiente para uma das cadeiras niveladoras da Aliança Liberal. Na eleição de 2019 obteve 734 votos e não foi reeleito.